# Gelosi

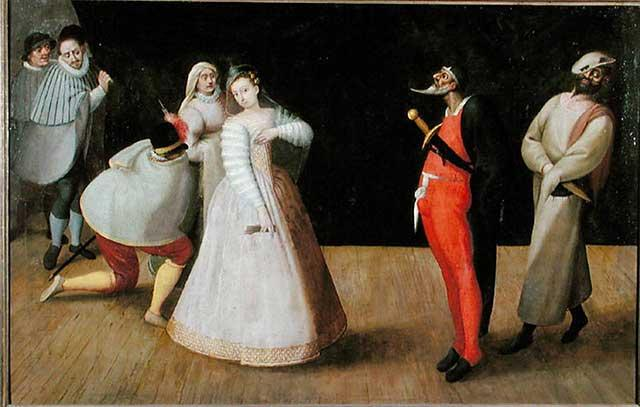
Gelosi na obrazie Hieronimusa Francka (I)

Gelosi – trupa teatralna Commedii dell’arte założona około 1569 w Mantui. Na jej czele stał Flaminio Scala. Na zaproszenie Henryka III trupa  w 1577 r. występowała w Blois i Paryżu. Część trupy przeniosła się do Londynu, gdzie występowała przed królową Elżbietą I. Trupa zebrała się ponownie w roku 1583 w Mantui, a na jej czele stanął Francesco Andreini.